# Tommaso Maria Ferrari
Tommaso Maria Ferrari (Manduria, 2 dicembre 1649 – Roma, 20 agosto 1716) è stato un cardinale italiano.

## Biografia
Nato a Manduria, fu battezzato con il nome di Pieragostino, ma, entrato nel 1662 nell'ordine dei domenicani, cambiò il nome in Tommaso Maria.  Quando due suoi fratelli, che erano entrati anche loro nell'ordine, morirono durante il noviziato, gli fu chiesto di ritornare a casa dalla famiglia, ma egli rifiutò e proseguì gli studi a Roma al Collegio di S. Tommaso, la futura Pontificia Università San Tommaso d'Aquino.
Di seguito divenne lettore di filosofia presso il convento di san Tommaso di Napoli e nel 1677 divenne generale del proprio ordine. Fu poi, nel 1685, lettore di teologia all'Università di Bologna; durante il suo mandato divenne amico intimo del cardinale Antonio Pignatelli, legato pontificio e futuro papa Innocenzo XII. Nel 1688 fu maestro del Sacro Palazzo. Fece le veci del predicatore apostolico del Sacro Palazzo durante la malattia del titolare.
Fu creato cardinale presbitero nel concistoro del 12 dicembre 1695; il 2 gennaio 1696 ricevette la berretta cardinalizia e il titolo di San Clemente. Fu anche prefetto della Sacra Congregazione dell'Indice. Partecipò al conclave del 1700, che elesse papa Clemente XI. Fu quindi camerlengo del Sacro Collegio dei Cardinali dal 14 gennaio 1704 fino al 26 gennaio 1705.
Morì a Roma nel 1716 e fu sepolto nella basilica di Santa Sabina.